# ロンドン・バーカーズ

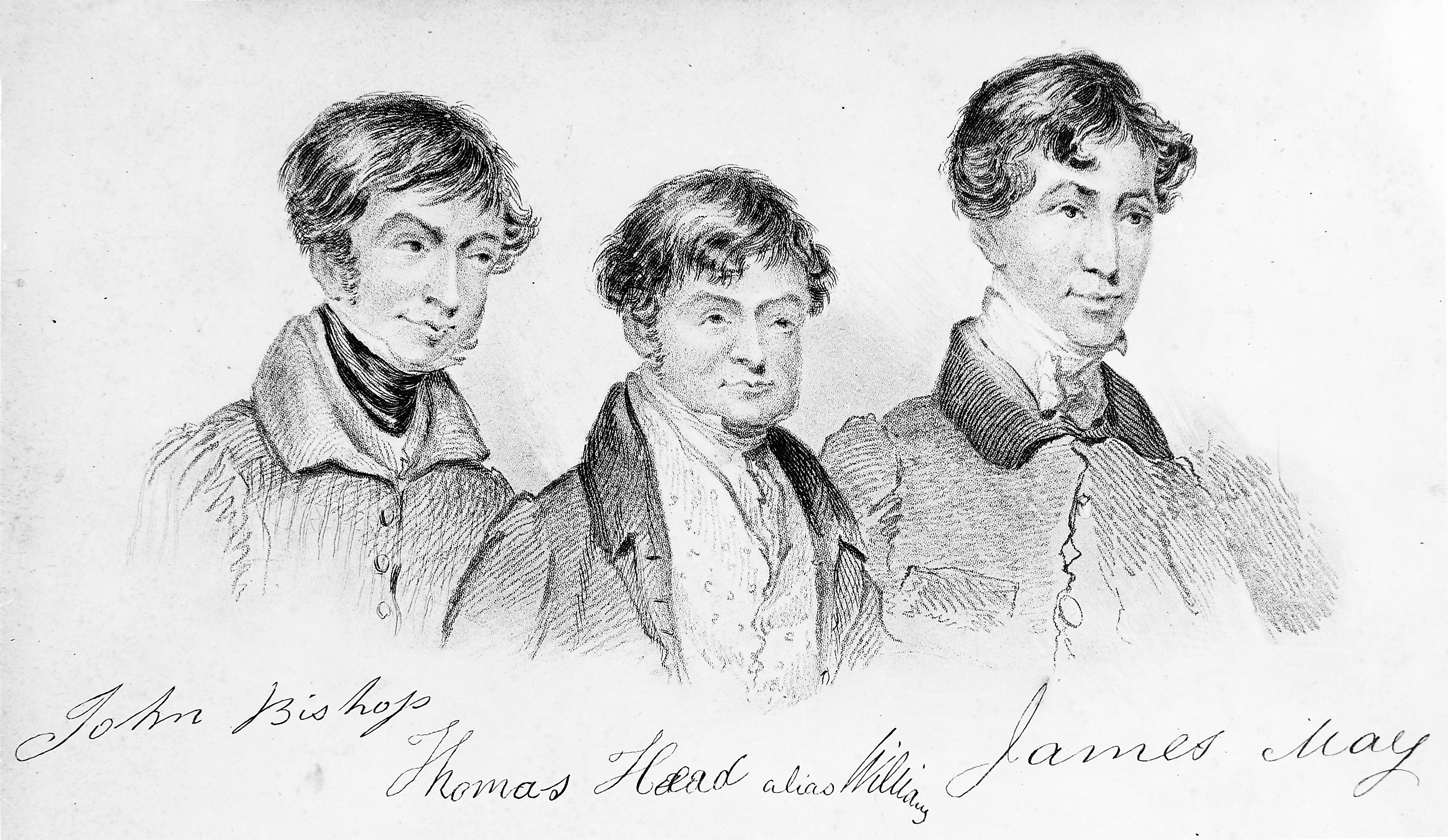
ロンドン・バーカーズの面々。左から右にジョン・ビショップ、トーマス・ウィリアムス、ジェイムス・メイ

ロンドンバーカーズ（英語: The London Burkers）は、イギリス・ロンドンの人体盗（埋葬遺体そのものを含む奪取・売買を目的とした墓荒らし）グループであり、バークとヘア連続殺人事件の類似例ともみなされている。
1831年、彼らはロンドンのショーディッチのベスナルグリーンの北のはずれ、セント・レナーズ教会付近で被害者たちを殺害し、解剖学者に売っていたことで知られている。

## ノバスコシアガーデン
ノバスコシアガーデンはショーディッチのセント・レナーズ教会の北西にあるレンガが敷かれた地域だった。しかしレンガはぼろぼろで、塵芥（実際のところ糞尿）であふれていた。小屋（恐らく使用人の掘建て小屋に毛の生えた程度のもの）が建てられたが、地面より低かったため水に浸かりやすかった。

## 歴史的背景
19世紀の初めには、イギリス医学校での解剖の教育と研究に用いる合法的な死体の需要は、明らかに供給を上回っていた。18世紀には、年間数百名が往々にして微罪で刑死していたが、19世紀になると刑死者は55人程度まで減っていた。しかし死体の必要数は500体を超えていた・医学が進歩するにつれて死体の需要は急上昇し、手段を問わない犯罪者集団が絡むようになった。墓荒らしと、死体盗掘人は大衆から恐れられ、嫌われた。埋葬された者の親類や彼らに雇われた者がしばらくの間新しい墓を守った。

## バーカー一味
コベントガーデンの荷運人トーマス・ウイリアムス、ミカエル・シールズ、ジョン・ビショップは、元肉屋のジェイムス・メイ（別名：ジャック・スタールバウト、もしくは「黒目のジャック」）と共に、新しい墓から死体を盗んで解剖学者に売っていたことで知られていた。その後の自供によるとウイリアムスとビショップは12年にわたり500から1000体を盗み、売り払っていた。死体は、聖バーソロミュー病院、聖トーマス病院、キングス・カレッジ・ロンドン（キングス大学）の外科医を含む解剖学者に売られていた。スミスフィールドの酒場「フォーチュン・オブ・ウォー（The Fortune of War）」は彼らの溜り場であった。

## イタリア人少年殺人事件
1830年7月、ジョン・ビショップとトーマス・ウイリアムスはセイラ・トルウビからノバスコシアガーデン3号を借りた。
1831年11月5日、ビショップとメイはやけに新しい14歳の少年の死体をストランドにあるキングス大学の解剖学校に届けた。彼らは、それをガイズ病院に売ろうとしたが断られた。
彼らは死体の対価として12ギニーを要求したが、9ギニーしかもらえなかった。解剖学者リチャード・パートリッジが精査したところ死体には埋葬された形跡がないようだった。解剖学教授のメイヨーはコベントガーデンの警察に通報した。死体盗掘人は逮捕され、治安判事により拘留された。11月8日検死官の陪審がおこなわれ、「氏名不詳の一人もしくは複数の被害者を故意に殺した事件」の答申が為されたが、その中で囚人のビショップ、ウイリアムス、メイらがこれに深く関与していることを確信する旨が述べられていた。
11月9日、ロンドン警視庁のF分署(コベントガーデン)の警視ジョセフ・サドラー・トーマスが、ノバスコシアガーデンの小屋を捜索し、井戸の中と戸外で衣服を発見したが、これは複数の殺人をうかがわせた。囚人は、オールドベイレイ（訳注: 刑事裁判所）でティンダル裁判長、ジャスティス・リトルデール、バロン・ヴァウガンと12月2日・3日に裁判を受けた。ビショップ33歳、ウイリアムス26歳とメイ30歳は有罪となった。その後群衆に聞こえるように窓が開けられ死刑の判決がされた。
警察の特別の計らいによりノバスコシアガーデンが5シリングで公開され、野次馬が土産に壊した破片を持ち去った。警察は被害者の少年をピードモントのイタリア人カルロ・フェラーリとしたが、ビショップとウイリアムスの公判の中でスミスフィールド（訳注: 家畜市場がある）へ向かうリンカーンシャーの牛飼いだったとした。

## 自白
ビショップとウイリアムスは12月4日刑務所へ行き、その後同室となり通常の取り調べが行われた。
ジョン・ビショップによるとリンカーンシャーの少年は11月3日スミスフィールドの溜り場「ベル（The Bell）」からノバスコシアガーデンに泊めてやるといわれて連れ出された。到着すると、彼はラム酒とアヘンチンキで潰された。ビショップとウイリアムスはショーデッチ教会近くの「フェザーズ（the Feathers）」へ呑みに行き、少年が気を失ったころに戻り、足に紐をかけ頭から井戸に投げ込んだ。しばらくもがいた後少年は死んだ。彼らはまた呑みに出かけ、戻ると少年の衣服を脱がせて袋につめた。
彼らはまた、10月9日にショーディッチで寝ていた浮浪者フランシス・ピグバーンと彼女の子供を殺したと自白した。彼らは被害者を空き家の2号に呼び込んだ。手口は同じだったが、この時には彼らはオールドストリートの「ロンドン・アプレンティス（the London Apprentice）」で時間を潰した。彼らは死体を聖トーマスの外科医サウスのところへ運んで行ったが受け入れの手続きが遅かったため、今度はグレンジャーのところへ持ち込んで8ギニーで売った。
カニングハムと言う名の少年は、10月21日にスミスフィールドの豚市場で寝ていて同様の手口で被害にあった。彼はぬるいビールと砂糖、ラム酒とアヘンチンキを盛られ井戸で殺された。その後衣服を剥がれ袋詰めにされ聖バーソロミュー病院のスミスに8ギニーで売られた。
自白は、配達と殺人に関わった他の仲間にも及んだ。

## 死刑執行
ビショップとウイリアムスは数千人の野次馬の前でニューゲートで12月5日に絞首刑となった。メイは、殺人そのものは知らなかったとの言い分が認められ、当局により刑の執行を猶予された。同夜、死体は処分され、ビショップはキングス大学ウイリアムスはヘイマーケットのウィンドミル・ストリートにある解剖学校で解剖された。
同年、エドワード・クックが紐と綿を売って生活していたホワイトチャペルのキャサリン・ワルシュを殺害し、共犯者エリザベス・ロスが死体を外科医へ売り飛ばした。二人とも殺人罪で絞首刑となった。これらの殺人と、ウエストポート殺人事件により、合法的な死体の医学校へ供給を規定した1832年解剖に関する法律が可決された。
1840年迄にはノバスコシアガーデンは荒れ果て、名だたるスラムとなった。そのため、慈善事業家アンジェラ・ブルデット・クーツスが買い取り、その後1869年にはコロンビア市場ができた。